# Манец
Мане́ц (бел. Ма́нец) — озеро в Докшицком районе Витебской области Беларуси. Относится к бассейну реки Березина.

## Описание
Озеро Манец расположено в 42 км к востоку от города Докшицы, на территории Березинского биосферного заповедника, посреди заболоченного леса. Через водоём протекает река Сергуч, выше по течению которой расположено озеро Плавно.
Площадь поверхности озера составляет 1,44 км². Длина — 2,72 км, наибольшая ширина — 0,75 км. Длина береговой линии — 6,1 км. Объём воды в озере — 0,96 млн км³. Наибольшая глубина — 1,3 м, средняя — 0,7 м. Площадь водосбора — 188 км².
Котловина остаточного типа, вытянутая с северо-востока на юго-запад. Склоны котловины невыраженные. Берега низкие, песчаные и торфянистые, заболоченные, покрытые кустарником и редколесьем. С западной стороны присутствует заболоченная пойма шириной до 80 м.
Мелководье обширное, песчаное и торфянисто-илистое. Дно плоское, сапропелистое. Мощность отложений достигает 5 м. Из них 1,5 м приходится на верхний слой сапропеля грубодетритового, ниже которого залегает основной слой карбонатного.
Гидрологические показатели озёр Манец, Плавно и Ольшица сходны. В летнее время водная толща хорошо прогревается до дна и тщательно насыщается кислородом. Минерализация воды достигает 130 мг/л, прозрачность — 1,3 м. Несмотря на проточность, озеро дистрофирует.
Водоём полностью зарастает тростником, камышом, рогозом, рдестами, роголистником. Фитопланктон крайне беден: в его составе 20 видов водорослей с преобладанием диатомовых, а биомасса составляет всего 0,3 г/м³. Зоопланктон представлен 27 видами биомассой 0,83 г/м³. Значительно лучше развит бентос, представленный 23 видами, в числе которых личинки комаров-звонцов, малощетинковые черви и моллюски. Его распределение весьма неравномерно: при среднем значении 4,3 г/м² распределение в зарослях может возрастать до 15 г/м².
В озере обитают карась, линь, плотва, окунь, краснопёрка, щука, лещ и другие виды рыб. Неподалёку проживает колония бобров.